# Katipunan
Pour les articles homonymes, voir KKK et Katipunan (homonymie).

Drapeau du Katipunan lors de la révolution.

Le Katipunan (français : L'Association) est une société secrète fondée en 1892 aux Philippines par Andres Bonifacio pour libérer le pays des colonisateurs espagnols. Son nom officiel est en tagalog : Kataas-taasang, Kagalang-galangang Katipunan ng̃ mg̃á Anak ng̃ Bayan (approximativement : Association Suprême et Vénérable des Fils du Peuple ; Katipunan est dérivé de la racine tipon, qui signifie « récolter »). Le Katipunan est aussi connu sous le sigle KKK, qui peut être confondu avec le Ku Klux Klan. 
Afin de donner à son mouvement révolutionnaire un prestige qu'il n'avait pas et, selon certains historiens, pour compromettre et se débarrasser de l'adversaire politique qu'était pour lui l'intellectuel José Rizal, Andres Bonifacio le fit nommer contre son gré président d'honneur de son mouvement.[réf. souhaitée]
Chaque 4e lundi du mois d'août, les Philippines commémorent le « Cri de Pugad Lawin » et en font une Journée des Héros nationaux. Sont mis à l'honneur Andres Bonifacio, Emilio Aguinaldo, Marcelo H. del Pilar et José Rizal, membres du Katipunan. Ce jour est férié.[réf. nécessaire]
Le mouvement disparait en 1897.

## Quelques membres notables
- Andres Bonifacio (1863–1897) - Supremo, le leader et fondateur.
- Emilio Aguinaldo (1869–1964) - 1er président des Philippines. Pendant sa présidence, il ordonne l'exécution de Andres Bonifacio en 1897.
- Emilio Jacinto (1875–1899) -  appelé cerveau de Katipunan.
- Gregoria de Jesús (1875–1943) - appelée la muse de Katipunan, elle était l'épouse de Bonifacio avant de se remarier  à Julio Nakpil après la mort du précédent. Elle a également été considéré comme l'une des premières femmes membres de Katipunan.
- Antonio Luna (1866–1899) - général philippin qui a combattu dans la guerre américano-philippine. Il est considéré comme le plus brillant des officiers militaires philippins pendant cette guerre.
- Melchora Aquino (1812–1919) grande dame de la révolution.